# Glam (grupo musical)
Glam (en hangul, 글램; estilizado como GLAM), fue un grupo femenino surcoreano formado por Big Hit Music y Source Music. El grupo consistía de cinco miembros: Zinni, Trinity, Jiyeon, Dahee y Miso. Glam se separó en 2015.

## Nombre
Su nombre es un acrónimo de «Girls be Ambitious», que significa chicas ambiciosas para crear buena música.

## Historia

### 2010-2011: Preestreno
En 2010, antes de debutar oficialmente, Glam apareció en la canción «Just Me» de 2AM. Glam y BTS también colaboraron en la canción «Bad Girl» de Lee Hyun, del álbum de 2011 de la cantante, You Are Best of My Life.

### 2012-2015: Debut y separación
En 2012, Glam protagonizó el programa Real Music Drama: GLAM, que se emitió en SBS MTV desde el 6 de junio hasta el debut oficial del grupo. El 16 de julio de 2012, Glam debutó oficialmente con el lanzamiento de su primer sencillo «Party (XXO)». Más tarde, lanzaron la canción «The Person I Miss», para la banda sonora del drama coreano Five Fingers. El 24 de diciembre, se reveló que la integrante Trinity dejaría al grupo para seguir sus estudios. En el 2 de enero de 2013, Glam lanzó su segundo sencillo, «I Like That». También se presentó en varios programas musicales para promocionar la canción. El 15 de marzo, hicieron su segundo regreso del año con «In Front of the Mirror». Empezaron sus promociones en Music Bank y en otros programas musicales. El 4 de febrero de 2014, luego de casi 1 año inactivas, el grupo regresó con un regalo de san Valentín para sus fans, con la canción “Give It 2 You”. El 15 de enero de 2015, se reveló que Glam se separó.

## Controversias y problemas legales
El 24 de diciembre de 2012, se reveló que la integrante Trinity dejaría al grupo para seguir sus estudios. También se rumoreó que fue sacada del grupo por su pasado como fan sasaeng de Leeteuk de Super Junior. Las alegaciones incluían que ella se había hecho pasar por la hija de un CEO para acercarse a Leeteuk, y era conocida como «Cussing Granny» por su actitud agresiva.
El 2 de septiembre de 2014, el actor Lee Byung-hun hizo un informe en la comisaría Gangnam alegando que dos mujeres lo estaban chantajeando con un vídeo comprometedor. Dahee y una modelo llamada Lee Ji-yeon fueron identificadas y desde entonces han admitido a chantajear al actor.El juicio final fue realizado en el Tribunal Distrital de Seúl. El 15 de enero de 2015, se reveló que Glam se separó. Las noticias aparecieron después de que la integrante Dahee fuera condenada a un año de prisión por chantaje.

## Miembros
- Zinni (지니)
- Trinity (트리니티)
- Jiyeon (지연)
- Dahee (다희)
- Miso (미소)

## Discografía

### Sencillos
| Título                                                                            | Año  | Mejor posición | Mejor posición  | Ventas (DL)    |
| Título                                                                            | Año  | COR (Gaon)     | COR (Billboard) | Ventas (DL)    |
| --------------------------------------------------------------------------------- | ---- | -------------- | --------------- | -------------- |
| «Party (XXO)»                                                                     | 2012 | 66             | —               | - COR: 59 641+ |
| «I Like That»                                                                     | 2013 | 57             | 54              | - COR: 75 850+ |
| «In Front of the Mirror» (거울앞에서)                                             | 2013 | 37             | 47              | - COR: 84 962+ |
| «Give It 2 U»                                                                     | 2014 | —              | 79              | —              |
| «–» indica que el lanzamiento no fue lanzado o no se posicionó en ese territorio. |      |                |                 |                |